# MinBucovina
SC MinBucovina SA Vatra Dornei este o companie minieră din România.
Obiectul de activitate al societății este extracția, prelucrarea și comercializarea resurselor minerale utile: minereuri feroase, neferoase, substanțe utile nemetalifere, roci utile, zguri metalurgice.
De asemenea realizează și cercetare geologică în cadrul perimetrelor aprobate și în extinderea acestora, pentru creșterea gradului de asigurare cu rezerve.
În iunie 2009, MinBucovina era în procedură de dizolvare, în condițiile în care nu a găsit finanțare pentru rambursarea unui ajutor de stat primit în 2005, fără aprobarea Comisiei Europene.
Societatea a fost scutită de la plata obligațiilor către Bugetul de stat, bugetul asigurărilor sociale de stat și cel pentru șomaj aferente anului 2005, însă operațiunea nu a fost aprobată de autoritățile europene.
Comisia Europeană a formulat o somație ultimativă de plată pentru decembrie 2007.
Colegiul Director al AVAS a decis intrarea societății în procedura de dizolvare și lichidare voluntară, iar lichidatorul selectat și-a început activitatea în vara anului 2008.